# Michael Wirtz (Fußballspieler)
Michael Wirtz (* 10. September 1964 in Osnabrück) ist ein ehemaliger deutscher Fußballspieler.

## Werdegang
Der Mittelfeldspieler Michael Wirtz begann seine Karriere beim VfB Schinkel und kam über den TuS Haste 01 und den Osnabrücker SC im Jahre 1982 in die A-Jugend des VfL Osnabrück. Ein Jahr später führte Wirtz seine Mannschaft als Mannschaftskapitän zur Niedersachsenmeisterschaft. Nach der Sommerpause rückte Wirtz in den Profikader auf und gab sein Debüt in der 2. Bundesliga am 13. August 1983 beim 1:0-Sieg der Osnabrücker gegen Rot-Weiss Essen. In 16 Zweitligaspielen erzielte er drei Tore, konnte aber den Abstieg seiner Mannschaft nicht verhindern.
Wirtz schloss sich daraufhin dem VfB Oldenburg an und wurde 1986 mit seiner Mannschaft Vizemeister der Oberliga Nord. In der Aufstiegsrunde zur 2. Bundesliga scheiterte der VfB allerdings am FC St. Pauli und Rot-Weiss Essen. Daraufhin kehrte Wirtz in seine Heimat zu Eintracht Osnabrück zurück und wechselte 1987 zur Spvg Versmold in die Landesliga Westfalen. Fünf Jahre später ging Wirtz zum VfL Osnabrück zurück und verstärkte die Amateurmannschaft. Am 28. November 1992 gab es noch ein Comeback in der 2. Bundesliga. Am Saisonende stieg der VfL ab.
Von 1995 bis 1997 ließ er seine aktive Karriere bei den Sportfreunden Oesede ausklingen. Anschließend begann er eine Laufbahn als Fußballtrainer und betreute die Amateurvereine Viktoria Georgsmarienhütte, TuS Haste 01, VfL Kloster Oesede und SSC Dodesheide.